# Абрамов, Киям Алимбекович
Киям Алимбекович Абра́мов (26  мая [7 июня] 1897, с. Старые Тинчали, Симбирская губерния, Российская империя — 9 мая 1938, г. Казань, ТАССР, РСФСР, СССР) — советский татарский государственный и политический деятель. Член РКП(б)с 1918.

## Образование
- в 1918 окончил Буинские педагогические курсы
- 1921—1922 слушатель Казанской школы советского и партийного строительства
- 1922—1925 учёба в Татарском коммунистическом университете
- 1928—1930 слушатель Курсов марксизма-ленинизма при ЦК ВКП(б)

## Биография
По национальности татарин. В возрасте 14 лет начинает работать забойщиком на шахте № 1 французской угольной компании в Екатеринославской губернии, где и проработал до 1916 года. После окончания в 1920 педагогических курсов, работает учителем Старо-Тинчалинской школы Буинского уезда. С 1920 до 1921 инспектор волостного продовольственного комитета в с. Мунчалеево Буинского кантона Татарской АССР. С 1925 на партийной работе, назначен заведующий агитационно-пропагандистским отделом Бондюжского райкома ВКП(б) Елабужского кантона ТАССР. С апреля 1927 по 1928 ответственный секретарь Нижнегородского райкома ВКП(б) г. Казани. В 1930 заведующий организационно-инструкторским отделом Татарского обкома ВКП(б). В этом же году назначен Председателем СНК Татарской АССР. 
26 января—10 февраля 1934 года делегат XVII съезда ВКП(б).
Репрессирован по «султангалиевщине». 31 июля 1937 был арестован и уже 9 мая 1938 расстрелян. Реабилитирован в 1956.

## Награды
орден Ленина — 15 марта 1935 за выдающиеся успехи в деле руководства работой по республике.